# Euclid, Ohio
Euclid este un oraș din comitatul Cuyahoga, Ohio, Statele Unite ale Americii. Este o suburbie inelară a Clevelandului. 
Conform recensământului din 2010, orașul avea o populație totală de 48.920 de locuitori. În 2009 Euclid și-a sărbătorit bicentenarul.

## Personalități născute aici
- Stipe Miocic (n. 1982), luptător de arte marțiale.